# Chandur, Telangana
Chandūr är en ort i Indien.   Den ligger i distriktet Medak och delstaten Telangana, i den centrala delen av landet, 1 200 km söder om huvudstaden New Delhi. Chandūr ligger 503 meter över havet och antalet invånare är 11 220.
Terrängen runt Chandūr är platt. Runt Chandūr är det ganska tätbefolkat, med 230 invånare per kvadratkilometer. Närmaste större samhälle är Tekmāl, 12,8 km nordväst om Chandūr. Trakten runt Chandūr består till största delen av jordbruksmark.